# Alexander Huber (Schauspieler)
Alexander Huber (* 12. Juli 1974 in München) ist ein deutscher Theater- und Fernsehschauspieler.
Alex Huber spielt bisher in einigen Fernsehserien und Kurzfilmen mit. Außerdem stand er bereits auf verschiedenen Theaterbühnen. Einem größeren Publikum wurde er durch die Rolle des Florian Brandner in der Seifenoper Verbotene Liebe bekannt, die er eineinhalb Jahre lang spielte. Danach spielte er andere Film- und Fernsehrollen. Von 1999 bis 2000 gehörte er zu den Moderatoren von Tabaluga tivi.

## Filmografie (Auswahl)
- 1999: Der Bulle von Tölz
- 1999: Tatort
- 1999–2000 Tabaluga tivi
- 2000: Marienhof
- 2000: Streit um drei
- 2001: Aktenzeichen XY … ungelöst
- 2001: Für alle Fälle Stefanie
- 2002–2004: Verbotene Liebe
- 2005: Bedingungslos (Kurzfilm)
- 2006: Alles außer Sex
- 2006: K11 - Kommissare im Einsatz (Fernsehserie, 1 Folge)
- 2007: K11 - Kommissare im Einsatz (Fernsehserie, 2 Folgen)
- 2009: taff – Hot 5
- 2011: Lena – Liebe meines Lebens
- 2014: Die Rosenheim-Cops – Sprung in den Tod